# Papirus 65
Papirus 65 (według numeracji Gregory-Aland), oznaczany symbolem {\displaystyle {\mathfrak {P}}^{65}} – grecki rękopis Nowego Testamentu, spisany w formie kodeksu na papirusie. Paleograficznie datowany jest na III wiek. Zawiera fragmenty 1. Listu do Tesaloniczan, tekst był dwukrotnie publikowany.

## Opis
Zachowały się fragmenty kodeksu z tekstem 1. Listu do Tesaloniczan 1,3-2,1.6-13. Tekst pisany jest w 29 linijkach na stronę, ok. 42 liter w linijce. Rękopis sporządzony został przez profesjonalnego skrybę.
Rękopis wyszedł spod tej samej ręki co {\displaystyle {\mathfrak {P}}^{49}} (zawiera fragmenty Listu do Efezjan), rozmiary kart oraz liczba linijek tekstu na stronę są identyczne i dlatego sugerowano, że mogły stanowić ten sam rękopis. Jedynie liczba liter w linijce tekstu nieznacznie się różni. Oryginalny kodeks mógł zawierać pełny zbiór Listów Pawła.
Nomina sacra pisane są skrótami.
Według Alanda jest jednym z trzech wczesnych rękopisów 1. Listu do Tesaloniczan.

## Tekst
Tekst grecki rękopisu reprezentuje tekst aleksandryjski, Kurt Aland opisał go jako "strict text", jednak z pewnym wahaniem, ponieważ fragment jest zbyt krótki. Tekst rękopisu zaklasyfikował do kategorii I. Hatch i Welles określili go jako tekst aleksandryjski.

## Historia
Fragment prawdopodobnie pochodzi z Oksyrynchos. Tekst rękopisu opublikowany został w 1957 roku, przez Vittorio Bartolettiego (1920-1990), następnie przez Comforta. Kurt Aland umieścił go na liście rękopisów Nowego Testamentu, w grupie papirusów, dając mu numer 65.
Philip Comfort datuje na połowę III wieku. Rękopis datowany jest przez INTF na wiek III.
Obecnie przechowywany jest w Narodowym Muzeum Archeologicznym (PSI 1373) we Florencji.